# Helmut Ringelmann

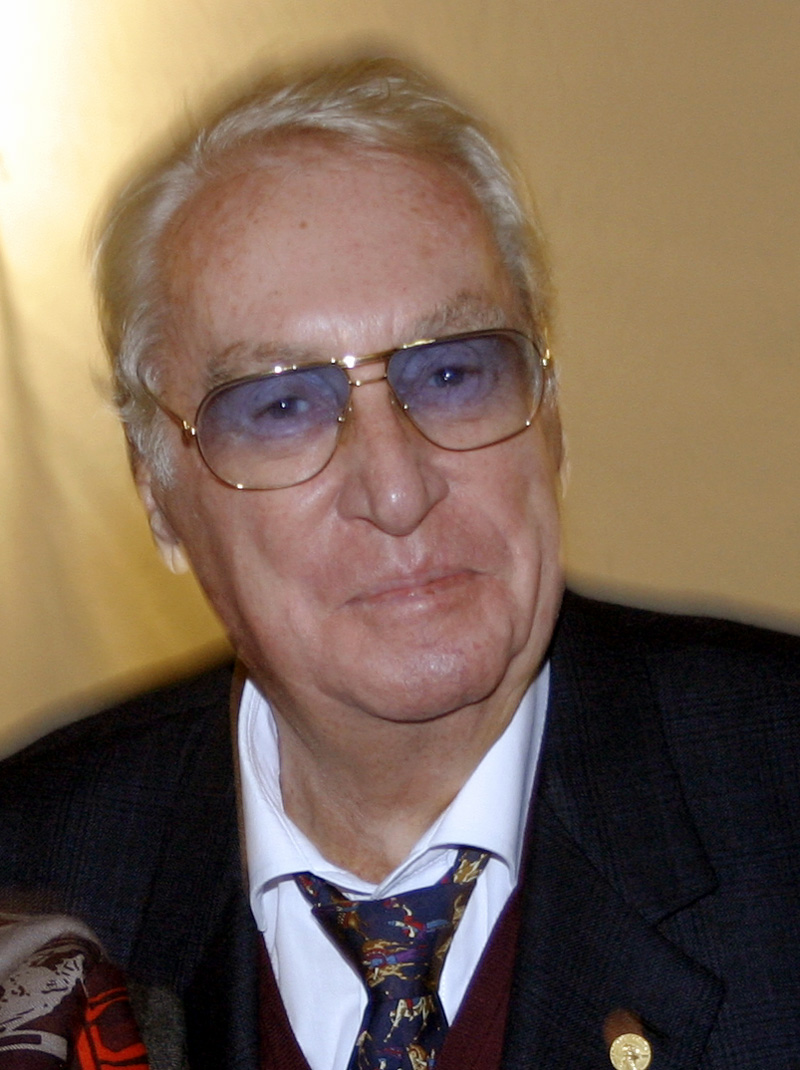
Helmut Ringelmann (2007)

Helmut Ringelmann (* 4. September 1926 in München; † 20. Februar 2011 in Grünwald) war ein deutscher Filmproduzent. Mit Krimiserien wie Der Kommissar, Derrick oder Der Alte avancierte Ringelmann zu einem der erfolgreichsten deutschen TV-Produzenten.

## Leben
Ringelmann absolvierte nach dem Abitur in Frankfurt am Main ab 1946 eine Schauspielausbildung an den Städtischen Bühnen Frankfurt am Main; zu seinen Lehrern gehörten Martin Held, Konrad Georg, Siegfried Lowitz und Richard Münch. 1947 erhielt er seinen ersten Dienstvertrag, spielte in einer Aufführung von Carl Zuckmayers „Des Teufels General“ in der Regie von Heinz Hilpert den Fliegerleutnant Writzky. Es blieb sein einziger Auftritt als Schauspieler. Fortan wirkte er als Regieassistent Hilperts und folgte diesem 1949/50 an das Deutsche Theater Konstanz, 1951 ans Deutsche Theater Göttingen. Ab Mitte der 1950er Jahre war Ringelmann Aufnahmeleiter und Produktionsleiter bei Filmen von Harald Braun, Gerhard Lamprecht, Helmut Käutner, Wolfgang Staudte und anderen. 1955 gelang ihm der Sprung in internationale Film- und Fernsehproduktionen, die auf dem Münchner Bavaria-Gelände gedreht wurden: u. a. als Aufnahmeleiter bei Max Ophüls’ „Lola Montès / Loloa Montez“, 1957 als Produktionsassistent in Stanley Kubricks Film Wege zum Ruhm und in Richard Fleischers „The Vikings“ (Die Wikinger).
Ringelmann wurde zu Beginn der 1960er Jahre Herstellungsleiter der Münchner Produktion im Team um Ernest Borneman beim Aufbau der Freies Fernsehen GmbH, dem Vorläufer des ZDF. 1963 übernahm er als geschäftsführender Produzent die Firma Intertel und begann die ersten Serien für das ZDF zu entwickeln und zu produzieren (z. B. Das Kriminalmuseum und Die fünfte Kolonne). 1967 gründete er seine Produktionsfirma Neue Münchner Fernsehproduktion, 1973 die Telenova und 1996 die R Productions.
Zunächst produzierte Ringelmann auch politisch ambitionierte Fernsehfilme, z. T. nach literarischen Vorlagen, etwa die Hans-Habe-Verfilmung „Die Mission“ (1967, Regie Ludwig Cremer) oder 1971 nach Erich Maria Remarques Roman den Film „Die Nacht von Lissabon“ in der Regie von Zbynek Brynych. In diesen Jahren etablierte Ringelmann ein einzigartiges Produzentenkonzept, indem er zahlreiche herausragende Schauspieler an sich band und eine Reihe von Regisseuren wie etwa Käutner und Staudte, die nach dem Oberhausener Manifest kaum mehr für das bundesdeutsche Kino arbeiten konnten. Ringelmann etablierte im Zweiten Deutschen Fernsehen als seinem Haussender so etwas wie ein amerikanisches Produktionsmodell. Zu seinen erfolgreichsten produzierten Krimiserien gehören Der Kommissar mit Erik Ode (1969–1976), Derrick mit Horst Tappert (1974–1998) und ab 1977 Der Alte (zu Beginn mit Siegfried Lowitz, später mit Rolf Schimpf, danach mit Walter Kreye).

## Privates
Von 1986 bis zu seinem Tod war er mit der Schauspielerin Evelyn Opela verheiratet. Zuvor war er mit Lilo Altmann verheiratet, mit der er ein Kind hatte. Seine letzte Ruhestätte befindet sich auf dem Waldfriedhof Grünwald bei München.

## Filmografie als Produzent (Auswahl)
- 1963–1968: Die fünfte Kolonne (23 Folgen)
- 1963–1970: Das Kriminalmuseum (40 Folgen)
- 1964: Professor Bernhardi, Regie Peter Beauvais
- 1965: Oberst Wennerström (2 Teile mit Paul Hoffmann, Hans Caninenberg, Martin Benrath, Regie: Helmuth Ashley)
- 1965: Bernhard Lichtenberg, Regie Peter Beauvais
- 1965: Klaus Fuchs – Geschichte eines Atomverrats, 2 Teile, Regie Ludwig Cremer
- 1966: Der Mann, der sich Abel nannte, Regie Ludwig Cremer
- 1966: Gespenster, Regie Peter Beauvais
- 1966: Der schwarze Freitag, Regie August Everding
- 1967: Die Mission, Regie Ludwig Cremer
- 1967: Der Tod läuft hinterher (3 Teile, mit Joachim Fuchsberger, Buch: Herbert Reinecker, Regie: Wolfgang Becker)
- 1968: Babeck (3 Teile, mit Helmuth Lohner, Buch: Herbert Reinecker, Regie: Wolfgang Becker)
- 1969–1976: Der Kommissar (97 Folgen, mit Erik Ode, Buch: Herbert Reinecker)
- 1969: 11 Uhr 20 (3 Teile, mit Joachim Fuchsberger, Buch: Herbert Reinecker, Regie: Wolfgang Becker)
- 1970: Hotel Royal (Buch: Maria Matray, Answald Krüger, Fernsehfilm mit Joachim Fuchsberger, Regie: Wolfgang Becker)
- 1971: Die Nacht von Lissabon (TV-Film, nach dem Roman von Erich Maria Remarque, Regie: Zbyněk Brynych)
- 1973: Die Tausender-Reportage (Fernsehserie, Regie: Michael Braun)
- 1973–1997: Derrick (281 Folgen, mit Horst Tappert, Buch: Herbert Reinecker)
- 1977–2011: Der Alte (100 Folgen mit Siegfried Lowitz, 222 Folgen mit Rolf Schimpf, 34 Folgen mit Walter Kreye, letzte von Ringelmann produzierte Folge war #356)
- 1977–1989: Polizeiinspektion 1 (130 Folgen, mit Walter Sedlmayr)
- 1982: Tiefe Wasser (2 Teile, mit Peter Bongartz nach dem Roman von Patricia Highsmith, Regie: Franz Peter Wirth)
- 1982+1984: Unsere schönsten Jahre (12 Folgen, mit Uschi Glas)
- 1984: Mensch Bachmann (6 Folgen)
- 1986: Wer erschoß Boro? (3 Teile, mit Ernst Schröder, Regie: Alfred Weidenmann, Buch: Herbert Reinecker)
- 1988: Eichbergers besondere Fälle (13 Folgen, mit Walter Sedlmayr, Regie: Günter Gräwert, Theodor Grädler)
- 1995/1996: Der Mann ohne Schatten (14 Folgen, mit Evelyn Opela)
- 1998–2007: Siska (91 Folgen, mit Peter Kremer, Wolfgang Maria Bauer)

## Auszeichnungen
- 1971, 1973, 1975: Goldenes Bambi für die beliebteste TV-Serie Der Kommissar
- 1988: Goldene Kamera in der Kategorie Bester Krimi-Produzent
- 1989: Bayerischer Fernsehpreis (Ehrenpreis)
- 1997: Telestar für das Lebenswerk
- Bundesverdienstkreuz erster Klasse
- Bayerischer Verdienstorden